# Такахе південний
Такахе південний (Porphyrio hochstetteri) — нелітаючий рідкісний птах, якого вважали вимерлим з 1898 до 1948 року. Поширений у горах Південного острова Нової Зеландії, поблизу озера Те-Анау. Належить до родини Пастушкових. У Міжнародній Червоній книзі отримав статус виду, якому загрожує небезпека зникнення (категорія  EN ).

## Зовнішній вигляд
Зовні дуже нагадує султанку, яка трапляється на півдні Європи, але значно більша (завбільшки з домашню гуску). Зріс сягає 63 см, маса 1,8-4,2 кг. Будова крила нормальна, але м'язи киля та грудини недорозвинені, тому птах не літає. Забарвлення оперення коливається від темно-синього на голові, шиї та грудях, до оливково-зеленого та блакитного на спині та крилах. Дзьоб яскраво-червоний, великий, важкий. Він переходить у лобний щиток. Ноги великі, червоні, з великими розчепіреними пальцями, що закінчуються кігтями. Курчата пухнасті й чорні.

## Поведінка
Переважним середовищем існування такахе є альпійські луки. Птахи часто спілкуються серією повільних, глибоких воркувань. Якщо вони налякані, вони випускають глибокий, вібруючий звук. Такахе швидко бігають. Харчуються рослинами: листям, паростками, насінням.
Такахе моногамні, пари залишаються разом від 12 років до, ймовірно, всього життя. Птахи будують громіздке гніздо під кущами, куди відкладають від одного до трьох яєць. Яйця висиджують обоє батьків впродовж 30 днів. Пташенят вигодовують виригнутою напів перетравленою їжею. Стають самостійними після 12-ти тижнів. Рівень виживання пташенят становить від 25% до 80%, залежно від місця розташування. Такахе живуть до 18 років у дикій природі та до 22 років у заповідниках.

## Історія
Такахе була поширена по всій території Нової Зеландії. На Північному острові птаха називали мого, на Південному — такахе. Маорі полювали на такахе через їхнє оперення та м'ясо.
Вчені, які вивчали природу Нової Зеландії, спочатку збирали усні повідомлення про дивного птаха, але оскільки речові докази існування такахе не збереглися, вони вирішили, що птах — міфічна істота з маорійських сказань.
Проте в 1847 році Волтер Ментел випадково придбав у селі на Північному острові череп, грудну кістку й інші частини скелета невідомого великого птаха. Як з'ясувалося, кістки належали крилатому, але нелітаючому птаху, якого латиною назвали на честь Ментела — Notornis mantelli, тобто — «Чудовий птах Ментела».
Через два роки після знахідки Ментела група мисливців на тюленів помітила сліди чималого птаха. Пішовши по сліду, вони виявили великого птаха з красивим оперенням. Однак через кілька днів після відлову птаха вони, не знаючи, що з ним робити, вбили його та з'їли, після чого визнали його м'ясо смачним. Шкура птаха з оперенням залишилася і потрапила до рук Волтера Ментела.
Пізніше було впіймано ще одного птаха, цього разу його повний скелет передали в Лондон, де кістяк дослідили. У результаті вчені знайшли в ньому деякі відмінності від найпершого зразка, здобутого Ментелом у 1847 році. Вони зробили висновок, що на Північному і Південному островах Нової Зеландії трапляються два види такахе. Другий вид назвали Notornis hochstetteri на честь відомого австрійського дослідника Австралії та Нової Зеландії професора Гохштетера.
Одного птаха спіймав мисливський собака на східному березі озера Те-Анау в 1879 році. Його купив нинішній Державний музей зоології в Дрездені за 105 фунтів стерлінгів. Опудало такахе було знищене під час бомбардування Дрездена в Другу світову війну. Інший такахе був спійманий іншим собакою, також на березі озера Те-Анау, 7 серпня 1898 року. Власник собаки, інспектор Джек Росс, намагався врятувати самку такахе, але вона загинула, і він доставив її куратору Вільяму Бенгему в музей Отаго. Протягом багатьох років це був єдиний доступний для вивчення екземпляр такахе.
Як згодом вважали, останню особину такахе спіймали в 1898 році, після чого вид було занесено в переліки вимерлих тварин. Після 1898 року мисливці та поселенці продовжували повідомляти про спостереження великих синьо-зелених птахів завбільшки з гусака, але спіймати їх не вдавалося.

### Відкриття
У квітні 1948 року експедиція лікаря та натураліста-аматора Джефрі Орбела в лісах Те-Анау виявила двох такахе. Спершу зоологи не повірили повідомленням про відкриття живих такахе. 20 листопада Орбелл і його товариші повернулися до озера. Двох птахів спіймали, сфотографували, закільцювали і відпустили на волю. Через рік доктор Орбел знайшов гнізда такахе. Дослідивши 30 гнізд, він дійшов висновку, що пара такахе виховує в рік тільки одне пташеня.
Уряд Нової Зеландії оголосив заповідником місця оселення такахе. Сучасний заповідник поблизу озера Те-Анау має площу в 160 000 гектарів.
У 1982 році популяція такахе скоротилася до 118 особин через конкуренцію з фіордськими оленями. Природоохоронці помітили загрозу, яку становлять олені для виживання такахе, і оленів стали відстрілювати з вертольота. У 1985 відкрили селекційний центр поблизу Те-Анау. Яйця збирали вручну та відправляли до інкубатора. Співробітники використовували ручні ляльки, які відтворювали звуки дзвінків дорослих під час годування та спілкування з пташенятами. Склопластикові копії дорослих птахів також розмістили в місцях, де спали пташенята. Після 2011 року ці методи не використовувалися.
Станом на 2023 рік популяція такахе становила близько 500 особин.

## Цікаві факти
Такахе зображено на монеті номіналом в 1 Новозеландський долар, випущеній в обіг 1982 року.

## Галерея

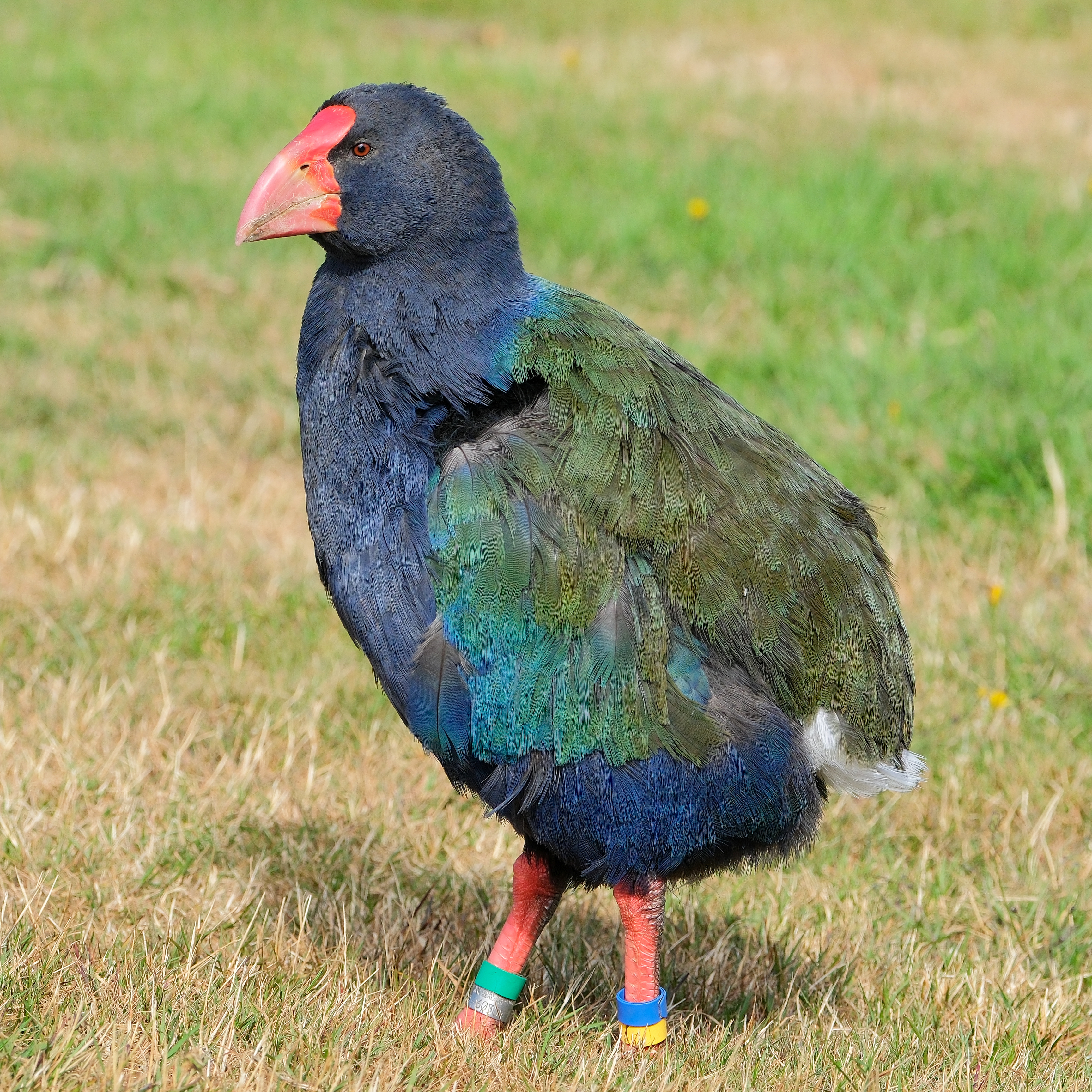
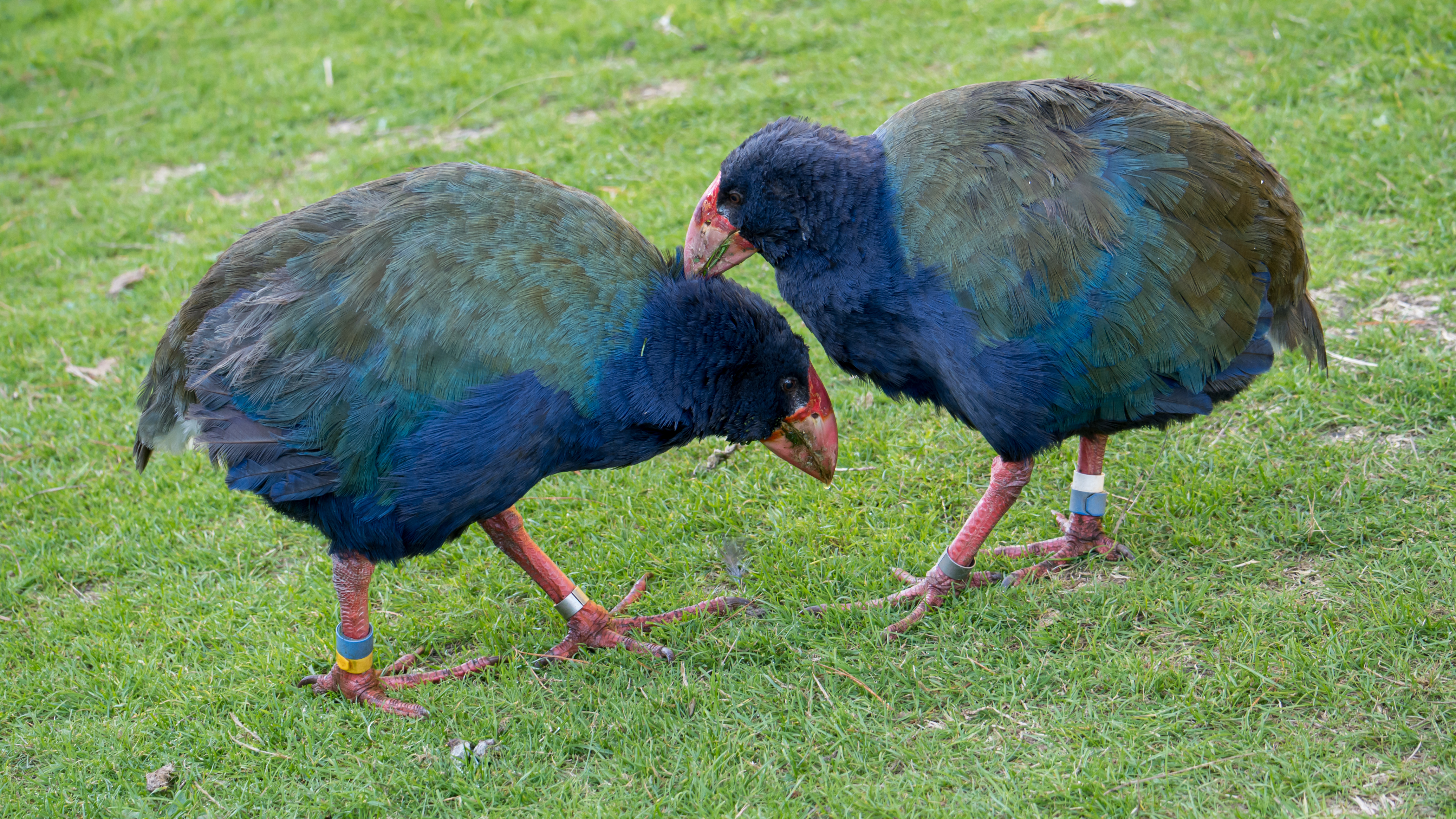
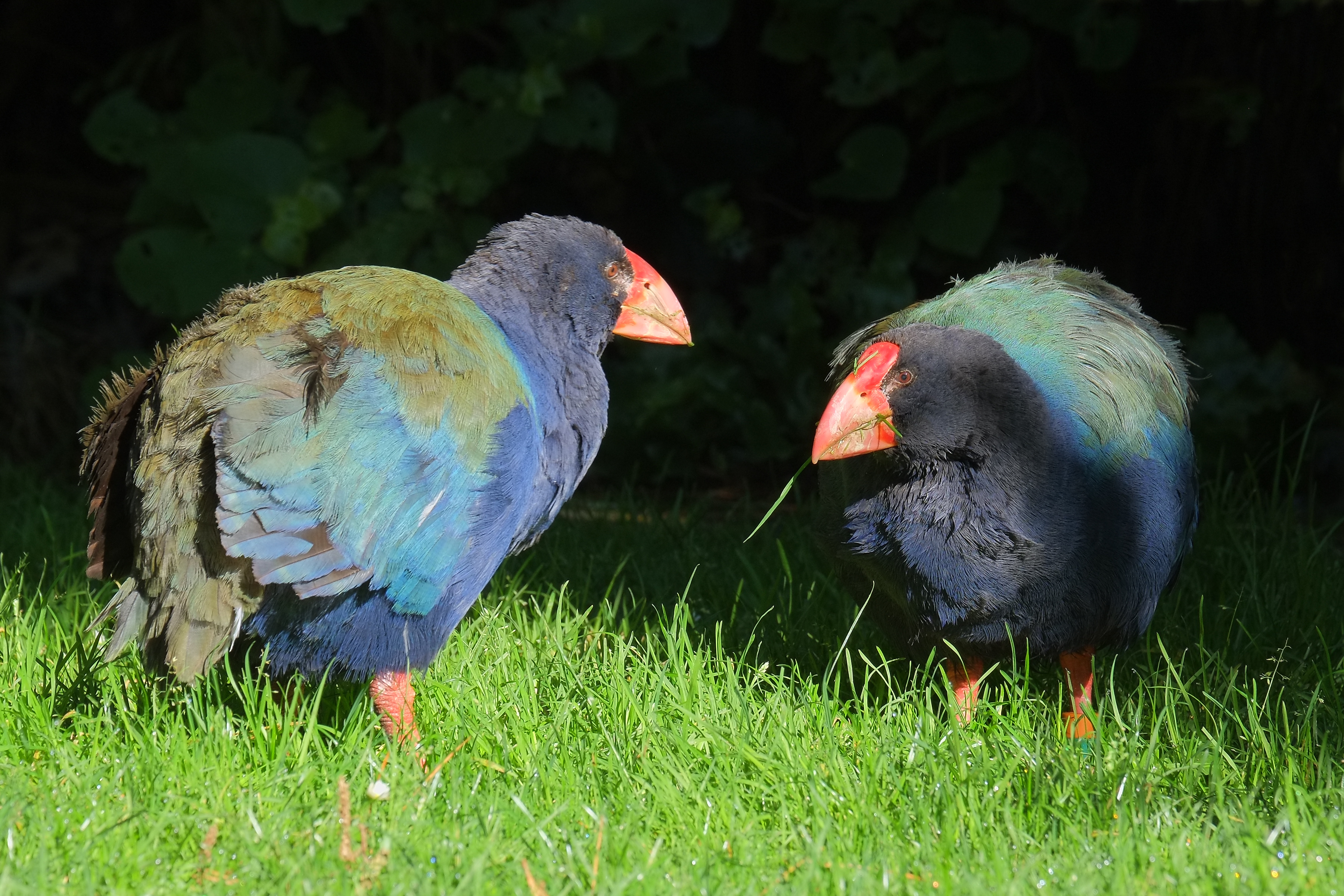
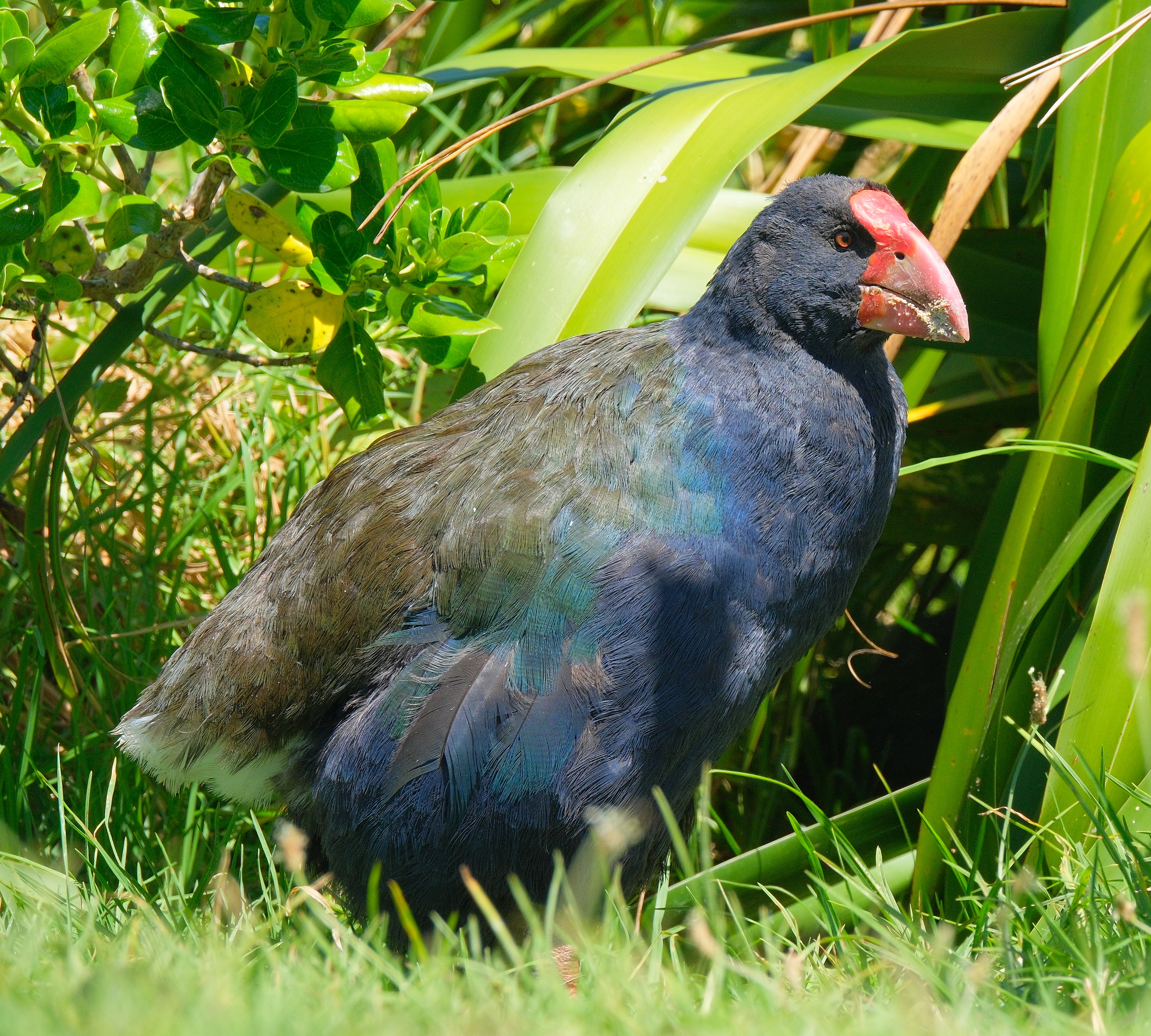
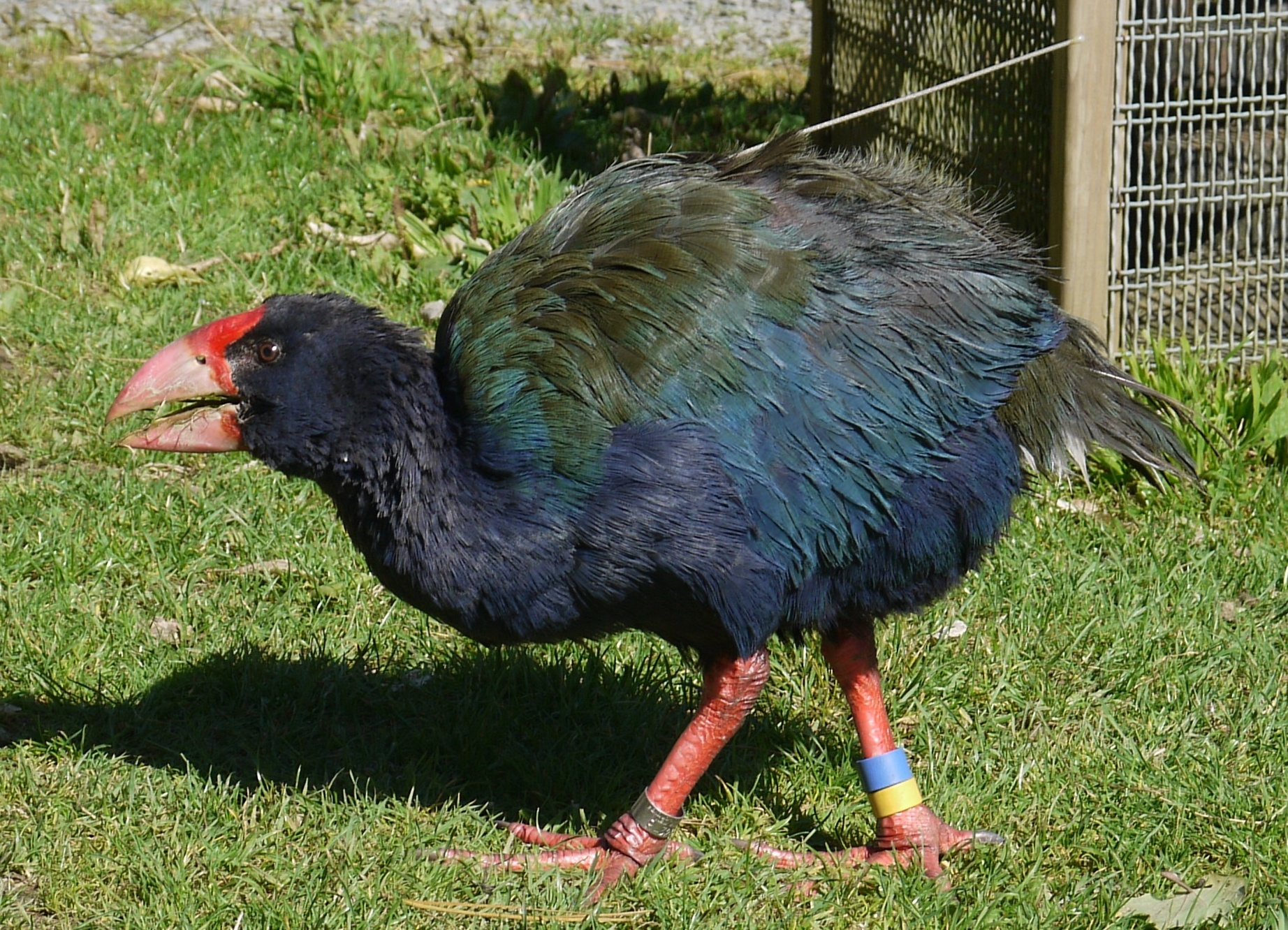